# Teatr Ararat
Teatr Ararat w Łodzi (Teatr Żydowski Rewiowo-Kameralny Teatr Ararat, Teatr Artystyczny Miniatur) – utworzony w 1927 kameralny teatr żydowski w Łodzi działający do ok. 1936. Działał w Alei 1 Maja 2.
Niektórzy członkowie awangardowej grupy Jung Idysz utworzyli w roku 1927 łódzki kabaret Ararat. Teatr został otwarty 25 października 1927. Kierownikiem został Mojsze Broderson. Teatr rozpoczął swą działalność programem pod tytułem „Glad koszer” („Ściśle koszerne”). Teatr miał nawiązywać m.in. do rosyjskich teatrzyków małych form (teatry miniatur) (Siniaja Ptica i Letuczaja Mysz). W teatrze występowali m.in. Dawid Bajgelman, który był kierownikiem muzycznym i jednym z dyrektorów. Występowali też Aleksander Bardini oraz Henryk Abbe. Teatr gościł w Warszawie, na Wołyniu i w Galicji wschodniej. W 1929 teatr przedstawiał program Maskarada na Starem mieście. Recenzent łódzkiego „Głosu Porannego” St. Gelski pisał w recenzji, że w 1930 roku teatr Ararat został zrekonstruowany i uzupełniony przez artystów teatru Azazel. Kierownikiem artystycznym był w 1930 w dalszym ciągu twórca teatrzyku M. Broderson, dyrektorem był J. Strugacz, a kompozytorem D. Bajgelman. Na inaugurację sezonu 1930 wystawiono rewię Nareszcie. Druga premiera w 1930 była zatytułowana „Aby żyć”. Przedstawiano m.in. numer „Człowiek i maszyna”, „Sobotni wieczór pióra Brzustowskiego” i „Jego Garb”. Wykonawcami byli Zucarnowicz, Szjne Mirjam i Mandelblit. Piosenki śpiewali Marja Dolska, Malwina Rapel, Perel Urich, Zucanowicz i Potaszyński. „Przy kołowrotku” śpiewała Dolska. Grano też piosenkę „Ballada o miłości” i motyw ludowy „Po żołniersku”. Zucanowicz śpiewał „Pieśń nad pieśniami” skomponowaną przez D. Bajgelmana. Latem 1935 roku teatr wystąpił w Paryżu, Brukseli, Antwerpii i Londynie. W 1935 aktorzy Araratu Szymon Dżigan (1905–1980) i Izrael Szumacher (1908–1961) odeszli od Brodersona i utworzyli drugi Ararat, występowali w grupie Idisze Bande, i zaczęli występować na warszawskiej scenie Nowości pod nazwą Teatr Dżigana i Szumachera.